# 20455 Pennell
A 20455 Pennell (ideiglenes jelöléssel 1999 LE4) a Naprendszer kisbolygóövében található aszteroida. A LINEAR projekt keretében fedezték fel 1999. június 9-én.